# Winslow Briggs
Winslow Russell Briggs (Saint Paul, 29 de abril de 1928-Stanford, 11 de febrero de 2019) fue un biólogo vegetal estadounidense que introdujo técnicas de la biología molecular en el campo de la biología vegetal. Fue un líder internacional en la investigación de biología molecular sobre la detección de plantas, en particular cómo las plantas responden a la luz para su crecimiento y desarrollo y la comprensión de los sistemas fotorreceptores de luz roja y azul en las plantas. Su trabajo ha hecho contribuciones sustanciales a la ciencia vegetal, la agricultura y la ecología.
Se desempeñó como presidente del Instituto Americano de Ciencias Biológicas en 1981. Fue editor de la Revista Anual de Fisiología Vegetal y Biología Molecular Vegetal (más tarde Revisión Anual de Biología Vegetal) de 1973 a 1993.

## Primeros años
Se graduó de la Universidad de Harvard con una Licenciatura en Artes en 1951, una Maestría en Artes en 1952 y un doctorado en Filosofía en 1956.

## Carrera
Entre 1955 y 1967, fue instructor en el Departamento de Ciencias Biológicas de la Universidad Stanford y sucesivamente se convirtió en profesor asistente en 1957. En 1962 fue ascendido a profesor asociado y se convirtió en profesor en 1966. En 1967 se trasladó a la Universidad de Harvard como profesor del Departamento de Biología.
En 1973 regresó al Departamento de Ciencias Biológicas de la Universidad Stanford como profesor y director del Departamento de Biología Vegetal del Instituto Carnegie. Desde 1993 hasta su muerte en 2019, continuó investigando como director emérito en el Departamento de Biología Vegetal del Instituto Carnegie.
Además de ser miembro de la Academia Nacional de Ciencias (NAS) y de la Academia Estadounidense de Artes y Ciencias (AAAS), fue miembro del Instituto Estadounidense de Ciencias Biológicas (presidente en 1981), la Sociedad Estadounidense de Fisiólogos Vegetales (presidente 1975-1976), la Sociedad Botánica de América, The Nature Conservancy, y la Sociedad Estadounidense de Fotobiología.

## Investigación
Realizó investigaciones sobre la fisiología y bioquímica del desarrollo de las plantas en respuesta a la luz. Hizo importantes contribuciones a la comprensión de las características bioquímicas y físicas de los fotorreceptores de las plantas. Mediante experimentos demostró que la curvatura fototrópica de los tallos de las plantas para seguir una fuente de luz tiene su base en el transporte de auxinas. Identificó y estudió los fotorreceptores de luz roja y roja lejana de las plantas y el receptor de luz azul que media el fototropismo. Utilizando la Arabidopsis thaliana, pudo clonar el gen de la fototropina.
Según ISIHighlyCited, es uno de los científicos más citados en el campo de la botánica y la zoología. Fue coautor de artículos en revistas como American Journal of Botany, Nature, Philosophical Transactions of the Royal Society of London, Proceedings of the National Academy of Sciences of the United States of America, Science y Scientific American. Junto con John L. Spudich fue editor del Handbook of Photosensory Receptors (2005).
Era un ávido montañero y había escalado varios picos destacados. Fue voluntario en el Parque Estatal Henry W. Coe durante 40 años. Organizó voluntarios en 2007 para estudiar la recuperación del parque de un incendio forestal y descubrió que el humo contenía sustancias químicas que ayudaban a estimular el brote de semillas de plantas raras que permanecen inactivas y regresan después de un incendio.
Falleció el 11 de febrero de 2019 en el Centro Médico de Stanford a la edad de 90 años.

## Premios y honores
Briggs recibió muchos honores durante su carrera.
- Beca Guggenheim para ciencias naturales (1973)[20]
- Certificado de Mérito de la Sociedad Botánica de América (1973)
- Miembro de la Academia Nacional de Ciencias de Estados Unidos (1974)[10]
- Miembro de la Academia Estadounidense de Artes y Ciencias (1975)[11]
- Miembro Distinguido de la Sociedad Botánica de América (1983)[12]
- Miembro de la Academia Alemana de las Ciencias Naturales Leopoldina (1986)[21]
- Medalla Sterling Hendricks del Departamento de Agricultura de los Estados Unidos y la Sociedad Estadounidense de Química (1995)[22]
- Doctorado honoris causa por la Universidad de Friburgo (2002)[8]
- Premio Adolph E. Gude, Jr. de la Sociedad Estadounidense de Biólogos Vegetales (2007)[1]
- Premio Internacional de Biología de la Sociedad Japonesa para la Promoción de la Ciencia (2009)[23][13][3]
- Profesor Einstein de la Academia de Ciencias de China (2010)[24]
- Doctorado honoris causa por la Universidad Hebrea de Jerusalén (2016)[8]

Briggs ha sido reconocido como miembro pionero de la Sociedad Estadounidense de Biólogos Vegetales.